# David Dorais
Pour les articles homonymes, voir Dorais.
 (juin 2025).
Il peut être nécessaire de l'améliorer pour respecter le principe de neutralité de point de vue. Veuillez consulter la page de discussion pour plus de détails.

David Dorais, né le 16 septembre 1975 à Québec, est un psychologue et écrivain québécois (nouvelliste, romancier et essayiste). Titulaire d'un doctorat en langue et littérature françaises de l'Université McGill et d'un doctorat en psychologie de l'Université du Québec à Montréal, il a enseigné le français au cégep de Sorel-Tracy,. Il a remporté le prix Boccace 2025 pour son recueil de nouvelles Les réinventions, paru en 2024 aux éditions de L'instant même,,.

## Biographie
David Dorais grandit à Québec. Son parcours académique l'amène à obtenir un baccalauréat et une maîtrise en études littéraires à l'Université du Québec à Montréal, suivis d'un doctorat à l'Université McGill. Il a enseigné la littérature au cégep de Sorel-Tracy ainsi qu'au cégep du Vieux-Montréal, à l'Université du Québec à Montréal et à l'Université McGill.
David Dorais a été membre du comité de rédaction de XYZ : La revue de la nouvelle de 2009 à 2024. Il a également été chroniqueur à la revue L'Inconvénient de 2009 à 2024, couvrant la fiction québécoise, la littérature française et les essais québécois. Il a animé des émissions culturelles à la radio, notamment Arts et lettres sur Radio Ville-Marie, qui lui a valu le Prix de la Révélation de l’année en 2008. Ses activités de critique littéraire l'ont amené à écrire de nombreux comptes rendus pour des périodiques tels que Le Devoir, les Cahiers littéraires Contre-jour et le University of Toronto Quarterly. Il a participé à plusieurs jurys littéraires, entre autres pour le prix Adrienne-Choquette et le prix Jacques-Brossard. Ses travaux académiques et littéraires lui ont valu des distinctions, dont le Prix Érasme de la Société canadienne d'études de la Renaissance en 1999.
Depuis 2025, David Dorais est membre de l'Ordre des psychologues du Québec et travaille comme psychologue clinicien. Ses internats à l'Institut Allan Memorial l'ont amené à se spécialiser dans les troubles de l'humeur et les troubles de la personnalité. Son essai doctoral porte sur le rapport des gens atteints de dépression avec la prise d'antidépresseurs.

## Œuvres

### Recueils de nouvelles
- Les réinventions (2024), L'instant même
- L'esclave du château (2018), Leméac
- Le cabinet de curiosités (2010), L'instant même
- Les cinq saisons du moine (2004), L'instant même

### Romans
- Oh ! La belle province ! Épopée touristique (2016), Leméac
- Plus loin (2008), coécrit avec Marie-Ève Mathieu, Boréal

### Récit
- Avant la mort (2021), Leméac

### Essais
- Que peut la critique littéraire ? (2017), L'instant même
- Le corps érotique dans la poésie française du XVIe siècle (2008), Presses de l'Université de Montréal

## Distinctions
- Prix Boccace (2025) pour Les réinventions[3].
- Prix Victor-Barbeau de l'Académie des lettres du Québec (2018), finaliste pour Que peut la critique littéraire?
- Mention spéciale d'excellence remise par la Société des écrivains francophones d’Amérique (2018), pour Que peut la critique littéraire?
- Prix de la Révélation de l’année (2008) pour l’animation de l’émission Arts et lettres sur Radio Ville-Marie.
- Finaliste au Prix d’excellence de l’Académie des grands Montréalais (2007), décerné par la Chambre de commerce du Montréal métropolitain pour la meilleure thèse soutenue dans une université montréalaise l’année précédente.
- Prix Desjardins d’excellence pour étudiants-chercheurs (2001), remis par l’Association canadienne-française pour l’avancement des sciences (ACFAS).
- Prix Érasme (1999), décerné par la Société canadienne d’études de la Renaissance.
- Lauréat du concours littéraire de l’Agence Québec–Wallonie/Bruxelles pour la jeunesse (1998).